# Laurent Dufaux
Laurent Dufaux (Montreux, 20 mei 1969) is een voormalig Zwitsers wielrenner. Hij werd beroepswielrenner in 1991 en stopte in 2004. Hij begon bij een kleine Zwitserse ploeg Helvetia en won direct een aantal wedstrijden, waaronder het Nationaal kampioenschap. 
Na enkele jaren bij de ONCE-ploeg van Manolo Saiz kreeg Dufaux een contract bij Festina. Hij reed daar onder andere samen met Richard Virenque en boekte een aantal mooie overwinningen. In 1998 ontspon zich een grote dopingzaak toen de volledige Festinaploeg uit de Ronde van Frankrijk moest terugtreden omdat in de auto van verzorger Willy Voet een grote hoeveelheid doping was aangetroffen. Dit leidde tot een schorsing voor Dufaux en zijn ploeggenoten.
Nadien ging hij aan de slag in Italië bij Saeco; er volgden nog een aantal overwinningen. Hij sloot zijn carrière af als knecht voor Virenque bij de QuickStep-Davitamon-ploeg. 

## Belangrijkste overwinningen
1991
- Eindklassement Route du Sud
- Nationaal kampioenschap Zwitserland op de weg
- Coppa Placci

1992
- GP Pino Cerami

1993
- Eindklassement Dauphiné Libéré

1994
- Eindklassement Dauphiné Libéré

1995
- Eindklassement Route du Sud
- Eindklassement Ronde van Burgos

1996
- 17e etappe Ronde van Frankrijk
- 19e etappe Ronde van Spanje

1997
- Dwars door Lausanne

1998
- Proloog Ronde van Romandië
- Eindklassement Ronde van Romandië
- Eindklassement Midi Libre

2000
- 3e etappe Ronde van Romandië
- Kampioenschap van Zürich

2003
- 3e etappe Ronde van Romandië
- 1e etappe Rominger Classic
- 2e etappe Rominger Classic

## Resultaten in voornaamste wedstrijden
| Jaar | Ronde van Italië | Ronde van Frankrijk | Ronde van Spanje |
| ---- | ---------------- | ------------------- | ---------------- |
| 1991 |                  |                     |                  |
| 1992 |                  | opgave              |                  |
| 1993 |                  |                     | 37e              |
| 1994 |                  | 35e                 |                  |
| 1995 | 43e              | 19e                 |                  |
| 1996 |                  | 4e (1)              | ↑ (1)            |
| 1997 |                  | 9e                  | ↑                |
| 1998 |                  | uitgesloten         | opgave           |
| 1999 |                  | 4e                  | opgave           |
| 2000 |                  | opgave              | opgave           |
| 2001 | 40e              |                     |                  |
| 2002 |                  | opgave              |                  |
| 2003 |                  | 21e                 |                  |
| 2004 |                  | 67e                 |                  |

| Jaar | Milaan-San Remo | Amstel Gold Race | Luik-Bast.‑Luik | Ronde van Lombardije | Waalse Pijl | Clásica San Sebastián | Kampioenschap van Zürich |  | WK op de weg |
| ---- | --------------- | ---------------- | --------------- | -------------------- | ----------- | --------------------- | ------------------------ |  | ------------ |
| 1991 |                 |                  | 57e             | 54e                  | 40e         | 108e                  |                          |  | 49e          |
| 1992 | 130e            |                  |                 |                      | 48e         | 84e                   | 36e                      |  | 52e          |
| 1993 |                 |                  | 25e             | 14e                  | 14e         | 80e                   |                          |  | opgave       |
| 1994 | 25e             |                  |                 |                      |             | 29e                   | 41e                      |  | 20e          |
| 1995 | 57e             |                  |                 |                      | 36e         | 13e                   | 70e                      |  |              |
| 1996 | 21e             | 35e              |                 | 38e                  | 57e         | 13e                   | 23e                      |  | 16e          |
| 1997 | 41e             |                  | 37e             |                      | 45e         | 22e                   | 22e                      |  | 6e           |
| 1998 | 14e             | 7e               | 10e             |                      | 9e          | 93e                   |                          |  |              |
| 1999 |                 |                  |                 |                      |             | 12e                   | 11e                      |  |              |
| 2000 |                 | 6e               | 21e             |                      | 12e         | 30e                   | ↑                        |  | opgave       |
| 2001 |                 |                  | 38e             |                      | 58e         | 49e                   | 29e                      |  |              |
| 2002 | 109e            | opgave           |                 |                      |             | 9e                    | 10e                      |  |              |
| 2003 | 56e             | 13e              | 24e             |                      | 42e         | 39e                   | 25e                      |  |              |
| 2004 |                 |                  | 46e             |                      |             |                       | 73e                      |  |              |